# Liste des partis sociaux-démocrates
 (avril 2020).
Ceci est la liste des partis politiques dans le monde qui se définissent eux-mêmes ou sont généralement considérés comme portant les principes et les valeurs de la social-démocratie. Certains adhèrent à l'Internationale socialiste.

## Nom utilisé par les partis sociaux-démocrates
- Parti socialiste
- Parti social-démocrate
- Parti socialiste démocratique
- Parti travailliste
- Parti "révolutionnaire" et de "libération nationale" (notamment en Amérique latine)

## Rapport avec l'Internationale socialiste
- mpd : membre de plein droit.
- cons. : consultatif.
- obs. : observateur.
- Pour plus d'informations : Internationale socialiste.

## Afrique
- Afrique du Sud
  - African National Congress (ANC) - Congrès national africain (mpd).

- Algérie
  - Front des forces socialistes (FFS) (mpd).
  - Rassemblement pour la culture et la démocratie (RCD)

- Angola
  - Movimento Popular de Libertação de Angola (MPLA) - Mouvement populaire de libération de l'Angola (ex-communiste) (mpd).
  - Partido Social-Democrata (PSD) - Parti social-démocrate.
  - Partido Social Democratico de Angola (PSDA) - Parti social-démocrate d'Angola.

- Bénin
  - Parti social-démocrate (PSD) (mpd).
  - Mouvement pour la démocratie et le progrès social (MDPS).

- Botswana
  - Botswana National Front (BNF) - Front national du Botswana (obs.).
  - Botswana Congress Party (BCP) - Parti du congrès du Botswana.

- Burkina Faso
  - Congrès pour la démocratie et le progrès (CDP).
  - Parti pour la démocratie et le progrès/Parti socialiste (PDP/PS).
  - Mouvement du peuple pour le progrès(MPP)

- Burundi
  - Front pour la démocratie du Burundi (FRODEBU) (cons.).

- Cameroun
  - Social Democratic Front / Front social-démocratique (mpd).
  - Mouvement camerounais pour la social-démocratie (MCPSD)

- Cap-Vert
  - Partido Africano da Independência de Cabo Verde (PAICV) - Parti africain pour l'indépendance du Cap-Vert (mpd).

- République centrafricaine
  - Front patriotique pour le progrès.

- République du Congo
  - Parti congolais du travail (PCT, ex-communiste).

- République démocratique du Congo
  - Parti du peuple pour la reconstruction et la démocratie (PPRD).
  - Union pour la démocratie et le progrès social (UDPS) (obs.).

- Côte d'Ivoire
  - Front populaire ivoirien (FPI).

- Djibouti
  - Parti populaire social-démocrate.

- Érythrée
  - Popular Front for Democracy and Justice - Front populaire pour la démocratie et la justice.

- Éthiopie
  - Ethiopian Peoples' Revolutionary Democratic Front - Front démocratique révolutionnaire du peuple éthiopien.

- Gabon
  - Parti gabonais du progrès (PGP) (cons.).
  - Mouvement de redressement national (MORENA).
  - Parti socialiste gabonais (PSG).
  - Parti social-démocrate (PSD).

- Gambie
  - People's Progressive Party (PPP) - Parti populaire progressiste.

- Ghana
  - National Democratic Congress (NDC) - Congrès national démocratique (cons.).

- Guinée
  - Rassemblement du peuple de Guinée (RPG) (mpd).

- Guinée équatoriale
  - Convergencia para la Democracia Social (CDS) - Convergence pour la démocratie sociale (mpd).

- Kenya
  - Madaraka Party of Kenya.

- Madagascar
  - Renaissance du parti social-démocratique.

- Mali
  - Alliance pour la démocratie au Mali-Parti africain pour la solidarité et la justice (Adéma-Pasj) (mpd).
  - Parti de l'indépendance, de la démocratie et de la solidarité (PIDS).
  - Rassemblement pour le Mali (RPM) (cons.).

- Maroc
  - Union socialiste des forces populaires / Ittihad al-Ishtiraki lil-Quwat al-Sha'biyah (USFP) (mpd).

- Maurice
  - Mouvement militant mauricien (MMM) (mpd).
  - Maurice Labour Party (MLP) - Parti travailliste mauricien (mpd).

- Mauritanie
  - Rassemblement des forces démocratiques / Takattul al-Quwa al Dimuqratiyah (RFD) (obs.)

- Mozambique
  - Frente de Libertação de Moçambique - Front de libération du Mozambique (FRELIMO) (mpd).

- Namibie
  - South-West African People's Organisation (SWAPO) - Organisation du peuple du sud-ouest africain (ex-communiste) (cons.).
  - Congress of Democrats (COD) - Congrès des démocrates (cons.).

- Niger
  - Parti nigérien pour la démocratie et le socialisme (mpd).
  - Rassemblement social-démocrate - Gaskiya.
  - Convention démocratique et sociale - Rahama.

- La Réunion
  - Union des démocrates et des socialistes de la Réunion (UDSR).
  - Priorité socialiste Réunion (PSR).

- Rwanda
  - Parti socialiste rwandais.
  - Parti social-démocrate.

- Sao Tomé-et-Principe
  - Movimento de Libertação de São Tomé e Príncipe - Partido Social Democrático (MLSTP-PSD) - Mouvement de libération de Sao Tomé et Principe - Parti social-démocrate.

- Sénégal
  - Parti socialiste (mpd).

- Seychelles
  - Front progressiste du peuple seychellois / Seychelles People's Progressive Front (FPPS-SPPF).

- Tanzanie
  - Tanzania Labour Party  (TLP) - Parti travailliste de Tanzanie.

- Togo
  - Convention démocratique des peuples africains (CDPA) (cons.).

- Tunisie
  - Courant démocrate.
  - Ettakatol (FDTL) (cons.).

- Zimbabwe
  - Movement for Democratic Change (MDC) - Mouvement pour le changement démocratique.

## Amérique du Sud
- Argentine :
  - Partido Socialista (PS)- Parti socialiste (mpd).

- Bolivie :
  - Movimiento de la Izquierda Revolucionaria - Nueva Mayoría (MIR-NM)- Mouvement de la gauche révolutionnaire - Nouvelle majorité (mpd).

- Brésil :
  - Partido Democrático Trabalhista (PDT) - Parti démocratique travailliste (mpd).
  - Partido Renovador Trabalhista Brasileiro (PRTB) - Parti rénovateur travailliste brésilien.
  - Partido da Social Democracia Brasileira (PSDB) - Parti de la social-démocratie brésilienne.
  - Partido Popular Socialista (PPS) - Parti populaire socialiste.
  - Le Partido dos Trabalhadores - Parti des Travailleurs possède en son sein des courants sociaux-démocrates.

- Chili :
  - Partido por la Democracia (PPD)- Parti pour la démocratie (mpd).
  - Partido socialista (PS) - Parti socialiste (mpd).

- Colombie :
  - Partido Liberal Colombiano (PLC) - Parti libéral colombien (mpd).
  - Convergencia Ciudadana - Convergence citoyenne.
  - Polo Democrático Independiente (PDI) - Pôle démocratique alternatif (plus à gauche que le PLC) (obs.).
  - Partido Socialdemócrata Colombiano - Parti social-démocrate colombien.

- Équateur :
  - Partido Izquierda Democrática (PID) - Parti de la gauche démocratique (mpd).

- Guyana :
  - People's Progressive Party (PPP) - Parti populaire progressiste.
  - People's National Congress (PNC) - Congrès national populaire.
  - Working People's Alliance (WPA) - Alliance populaire des travailleurs.
  - Guyana Action Party (GAP) - Parti de l'action du Guyana.

- Guyane :
  - Forces démocratiques de Guyane.
  - Parti socialiste guyanais.
  - Fédération de la Guyane du Parti Socialiste (mpd, par le PS).

- Paraguay :
  - Partido Revolucionario Febrerista (PRF) - Parti révolutionnaire fébrériste (mpd).
  - Partido País Solidario (PPS) - Parti pays solidaire (cons.)
  - Partido Demócrata Progresista (PDP) - Parti démocrate progressiste.
  - Partido Encuentro Nacional (PEN) - Parti Rencontre Nationale.

- Pérou :
  - Alianza Popular Revolucionaria Americana / Partido Aprista Peruano (APRA/PAP) - Alliance populaire révolutionnaire américaine / Parti apriste péruvien (mpd).

- Suriname :
  - Surinaamse Partij van de Arbeid - Parti travailliste du Suriname.

- Uruguay :
  - Vertiente Artiguista - Tendance artiguiste.
  - Asamblea Uruguay - Assemblée Uruguay.
  - Nuevo Espacio - Nouvel espace (mpd).
  - Partido Socialista (PSU) - Parti socialiste (mpd).

Les quatre derniers partis sont membres du Frente amplio (Front ample), à la gauche du Parti Colorado.
- Venezuela :
  - Movimiento al Socialismo (MAS) - Mouvement vers le socialisme (cons.)
  - Acción Democrática - Action démocratique.
  - Un Nuevo Tiempo - Une nouvelle ère.

## Amérique centrale
- Costa Rica :
  - Partido Liberación Nacional (PLN) - Parti de la Libération nationale (mpd).

- Guatemala :
  - Convergencia Social Demócrata (CSD) - Convergence sociale-démocrate (cons.).
  - Partido Socialdemocráta Guatemalteco (PSDG) - Parti social-démocrate guatémaltèque.

- Honduras :
  - Partido de Inovación y Unidad-Social Democracia - Parti de l'innovation et de l'unité sociale-démocrate.

- Nicaragua :
  - Frente Sandinista de Liberación Nacional (FSLN) - Front sandiniste de libération nationale (mpd).
  - Movimiento Renovador Sandinista (MSR) - Mouvement de la rénovation sandiniste.
  - Partido Socialista Nicaragüense (PSN) - Parti socialiste nicaraguayen (ex-communiste).

- Panama :
  - Partido Revolucionario Democrático (PRD) - Parti révolutionnaire démocratique (mpd).

- Salvador :
  - Partido Social Demócrata (PSD) - Parti social-démocrate.
  - Concertacion Socialdemocrata (CSD)- Concertation sociale-démocrate.
  - Le Frente Farabundo Marti de Liberacion Nacional (FMLN) - Front Farabundo Martí de libération nationale comporte des courants sociaux-démocrates.

## Amérique du Nord
- Canada :
  - Nouveau Parti démocratique (NPD).
  - Les diverses filiales provinciales du NPD
  - Québec : 
    - Parti québécois
    - Québec solidaire

- États-Unis :
  - Democratic Socialists of America (DSA) - Socialistes démocrates d'Amérique (mpd).
  - Labor Party - Parti travailliste
  - Working Families Party - Parti des familles travaillistes
  - Vermont Progressive Party - Parti progressiste du Vermont.
  - Washington State Progressive Party - Parti progressiste de l'État de Washington.

- Mexique :
  - Partido Revolucionario Institucional (PRI) - Parti révolutionnaire institutionnel (cons.).
  - Partido de la Revolución Democrática (PRD) - Parti de la révolution démocratique (mpd).
  - Partido Alternativa Socialdemócrata y Campesina - Alternative sociale-démocrate et paysanne.

## Asie
- Afghanistan : افغان ټولنپاک ولسواک گوند / Afghan Mellat (en) – Parti social-démocrate afghan (pachtoune).
- Bhoutan : Bhutan People's Unity Party (en) - Parti de l'Unité Populaire du Bhoutan.
- Cambodge : Kanakpak Pracheachon Kampuchea (KPK) - Parti du peuple cambodgien (ex-communiste pro-vietnamien).
- Corée du Nord : Choson Sa-hoi Min-ju Dang - Parti social-démocrate de Corée.
- Corée du Sud : 
  - 민주노동당 / 民主勞動黨 / Minju Nodong-dang - Parti démocratique du travail de Corée.
  - 한국사회당 / 韓國社會黨 / Hanguk Sahoe-dang - Parti socialiste de Corée.
- République populaire de Chine :
  - Hong-Kong : 
    - 香港職工會聯盟 / Hong Kong Confederation of Trade Unions - Confédération syndicale de Hong Kong.
    - 香港民主民生協進會 / Hong Kong Association for Democracy and People's Livelihood (ADPL) - Association hongkongaise pour la Démocratie et
    - 公民黨 / Civic Party - Parti citoyen.
    - 社會民主連線 / League of Social Democrats - Ligue des sociaux-démocrates.
    - The Frontier.
- Inde : 
  - Indian National Congress (INC) - Parti du Congrès.
  - Samajwadi Party - Parti socialiste.
  - Janata Dal (obs.)
- Indonésie : 
  - Partai Demokrasi Indonesia-Perjuangan (PDI-P) - Parti démocratique indonésien de lutte
  - Partai Buruh Sosial Demokrat - Parti travailliste social-démocrate.
- Irak : Hizb al Dimuqratiyah al Wataniyah - Parti national démocrate.
- Israël : 
  - העבודה / Ha‘Avoda - Parti travailliste (mpd).
  - מרצ-יחד / Yisrael Hevratit Demokratit (Yachad) - Israël social-démocratique (issu du מרצ / Meretz - Énergie) (mpd).
- Japon :
  - 民主党 / Minshu-tō - Parti démocrate du Japon
  - 社会民主党, Shakai Minshu-tō - Parti social-démocrate (mpd).
- Jordanie : Hizb al-Yasar al-Dimuqrati - Parti démocratique jordanien de la gauche (obs.).
- Kurdistan : 
  - Irak : 
    - Partîya Demokrata Kurdistan (PDK) - Parti démocratique du Kurdistan.
    - Yekîtî Nîştimanî Kurdistan (UPK) - Union patriotique du Kurdistan (obs.).

  - Iran : Partî Dêmokratî Kurdistan-Iran / Hezb-e Demokrat-e Kordestan-e Iran - Parti démocratique du Kurdistan d’Iran (obs.)
- Liban : 
  - Parti socialiste progressiste (PSP) - الحزب التقدمي الاشتراكي (mpd).
  - Mouvement du renouveau démocratique (MRD) - حركة التجدّد الديمقراطي
- Malaisie : 
  - Parti Tindakan Demokratik - Parti d'action démocratique  (DAP) (mpd).
  - Parti Keadilan Rakyat - Parti populaire pour la Justice.
  - Parti Rakyat Malaysia - Parti populaire malaisien.
- Mongolie : Монгол Ардын Хувьсгалт Нам (MAXH), Mongol Ardyn Khuv'sgatt Nam (MAKN) - Parti révolutionnaire du peuple mongol (MPRP, ex-communiste) (mpd).
- Birmanie : Ligue nationale pour la démocratie.
- Népal : 
  - Nepali Congress - Congrès népalais (mpd).
  - Nepali Congress (Democratic) - Congrès népalais (démocratique).
- Pakistan : پاکستان پیپلز پارٹی - Parti du peuple pakistanais (mpd).
- Palestine : harakat ut-tahrîr il-wataniyy ul-falastîniyy (Fatah) - Mouvement national palestinien de libération (cons.).
- Philippines : 
  - Partido Demokratiko Sosyalista ng Pilipinas - Parti social-démocrate des Philippines (cons.)
  - Akbayan - Parti de l'action citoyenne (cons.).
- Russie : 
  - Sotsial-Demokaticheskaya Partiya Rossii (SDPR) - Parti social-démocrate de Russie (cons.).
  - Sotsialno-Demokraticheskaya Party Rossiiskoi Federatsii (SDPRF) - Parti social-démocrate de la fédération de Russie.
- Singapour : 
  - Rénmín Xíngdòngdǎng / 人民行动党 / Parti Tindakan Rakyat - Parti de l'action populaire.
  - Workers' Party of Singapore /  新加坡工人党 - Parti des travailleurs de Singapour.
- Sri Lanka : Sri Lanka Freedom Party - Parti de la Liberté du Sri Lanka.
- Syrie : al-Wahdawiuyun al-Dimukatiyyun Al-Ijtima'iyyun - Union social démocratique.
- Taïwan : Taiwan Laodong Zhenxian - Front travailliste de Taïwan.
- Timor oriental : 
  - Frente Revolucionário de Timor-Leste Independente (FRETILIN) - Front révolutionnaire pour l'indépendance du Timor oriental (cons.).
  - Associação Social-Democrata Timorense (ASDT) - Association social-démocrate du Timor.
  - Partido Democrático - Parti démocrate.
  - Partido Trabalhista Timorense - Parti travailliste du Timor.
- Turquie: 
  - Cumhuriyet Halk Partisi (CHP) - Parti républicain du peuple (mpd).
  - Demokratik Toplum Partisi (DTP) - Parti de la société démocratique (obs.).
  - Demokratik Sol Partisi (DSP) - Parti démocratique de la gauche.
- Yémen : الحزب الاشتراكي اليمني / al-Hizb al-Ishtiraki al-Yamani - Parti socialiste yéménite (obs.).

## Caraïbes
- Antigua-et-Barbuda : 
  - Antigua Labour Party (ALP) - Parti travailliste d'Antigua.
  - United Progressive Party (UPP) - Parti progressiste unifié.
- Aruba : Movimiento Electoral di Pueblo (MEP) - Mouvement électoral du peuple (mpd).
- Bahamas : People's Labour Movement (PLM) - Mouvement travailliste populaire.
- Barbade : 
  - Barbados Labour Party (BLP) - Parti travailliste de la Barbade (mpd).
  - Democratic Labour Party (DLP) - Parti travailliste démocrate.
- Bermudes : Progressive Labour Party (PLP) - Parti travailliste progressiste.
- Îles Caïmans : People's Progressive Movement - Mouvement progressiste du peuple.
- Cuba : 
  - Coordinadora Social Demócrata de Cuba - Coordination social-démocrate de Cuba (en).
  - Corriente Socialista Democratica Cubana - Courant social-démocrate cubain.
- Dominique : Dominica Labour Party (DLP) - Parti travailliste de la Dominique.
- République dominicaine : 
  - Partido Revolucionario Dominicano (PRD) - Parti révolutionnaire dominicain (mpd).
  - Bloque Institucional Social Démocrata (BIS) - Bloc institutionnel social-démocrate (en).
- Grenade : 
  - People's Labour Movement (en) (PLM) - Mouvement travailliste populaire.
  - Grenada United Labor Party (en) - Parti travailliste unifié de Grenade.
- Guadeloupe
  - Fédération socialiste de Guadeloupe
  - Renouveau socialiste (RS)
  - Guadeloupe unie, socialisme et réalités (GUSR)
- Haïti : 
  - Parti fusion des sociaux-démocrates haïtiens (PFSD) (mpd).
  - Organisation du peuple en lutte / Oganizasyon Pèp Kap Lité (OPL) (obs.).
- Jamaïque : People's National Party (PNP) - Parti national du peuple (mpd).
- Antilles néerlandaises : 
  - Curaçao : 
    - Partido Laboral Krusada Popular (PLKP) - Parti travailliste croisade populaire.
    - Movementu Antia Nobo - Mouvement Antilles nouvelles (mpd).
- Porto Rico : Partido Independentista Puertoriqueño (PIP) - Parti indépendantiste portoricain (mpd).
- Saint-Christophe-et-Niévès : St. Kitts-Nevis Labour Party (SKNLP) - Parti travailliste de Saint-Christophe-et-Niévès (cons.).
- Sainte-Lucie : St. Lucia Labour Party (SLP) - Parti travailliste de Sainte-Lucie (cons.).
- Saint-Vincent-et-les-Grenadines : Unity Labour Party (ULP) - Parti travailliste uni (cons.).
- Trinité-et-Tobago : United National Congress - Congrès national uni.

## Europe centrale et orientale
- Albanie : 
  - Partia Socialiste e Shqipërisë (PSSH) - Parti socialiste d'Albanie (ex-communiste) (mpd).
  - Partia Social-Demokrate (PSD) -¨Parti social-démocrate (Albanie) (mpd).
  - Lëvizja Socialiste për Integrim (LSI) - Mouvement socialiste pour l'intégration.
  - Partia Demokracia Sociale (PDS) - Parti de la démocratie sociale.
- Arménie : 
  - Հայ Յեղափոխական Դաշնակցութիւն  / Hay Heghapokhakan Dashnaktsutiun - Fédération révolutionnaire arménienne (mpd).
  - Միավորված աշխատանքային կուսակցություն  / Miavorvats Ashkhatankayin Kusaksutyun - Parti travailliste unifié.
  - Սոցիալ դեմոկրատ Հնչակյան կուսակցություն / Sotsial Demokratakan Hnchakian Kusaktsutyun - Parti social-démocrate Hentchak.
- Azerbaïdjan : Azərbaycan Sosial-Demokrat Partiyası (ASDP) - Parti social-démocrate d'Azerbaïdjan (cons.).
- Biélorussie : 
  - Беларуская сацыял-дэмакратычная Грамада - Assemblée sociale-démocrate biélorusse.
  - Sacyjal-Demakratyčnaja Partyja Narodnaj Zhody (SDPNZ)- Parti social-démocrate de la concorde populaire.
  - Biełaruskaja Sacyjal-Demakratyčnaja Partyja (Hramada) - Parti social-démocrate biélorusse (Assemblée).
  - Biełaruskaja Sacyjal-Demakratyčnaja Partyja (Narodnaja Hramada) - Parti social-démocrate du Bélarus (Assemblée du peuple) (cons.).
  - Belaruskaia Partyia Pratsy (BPP) - Pari travailliste biélorusse.
  - Respublikanskaya Partya Pratsy y Spravyadivasti - Parti républicain de la Justice et du Travail (pro-régime).
- Bosnie-Herzégovine : 
  - Fédération croato-musulmane : Socijaldemokratska Partija BiH - Socijaldemokrati (SDP BiH) - Parti social-démocrate (Bosnie-Herzégovine) (ex-communiste) (mpd).
  - République Srpska : Savez nezavisnih socijaldemokrata (SNSD) - Alliance des sociaux-démocrates indépendants (cons.)
- Bulgarie : 
  - Bălgarska Socialističeska Partija (BPS) - Parti socialiste bulgare (ex-communiste) (mpd).
  - Partija Bălgarski Socialdemokrati (PBS) - Parti des sociaux-démocrates bulgares (mpd).
  - Bulgarska Sotsialdemokratsia (BSD) - Social-démocratie bulgare (obs.).
  - Politicesko Dviženie "Socialdemokrati" - Mouvement politique "les Sociaux-démocrates".
  - Sotsialdemokraticheska Partiya (SDP) - Parti social-démocrate.
  - Dvizhenie za Sotsialen Humanizum (DSH) - Mouvement pour l'humanisme social.
- Croatie : Socijaldemokratska Partija Hrvatske (SDP) - Parti social-démocrate de Croatie (ex-communiste) (mpd).
- Estonie : Sotsiaaldemokraatlik Erakond / Социал-демократическая партия Эстонии (SDE) - Parti social-démocrate (mpd).
- Géorgie : Sakartvelos Sotsialisturi Partia / Socialisticheskaya Partiya Gruzii (SSP) - Parti socialiste de Géorgie.
- Hongrie : 
  - Magyar Szocialista Párt (MSzP) - Parti socialiste hongrois (ex-communiste) (mpd).
  - Magyar Szociáldemokrata Párt (MSzDP) - Parti social-démocrate de Hongrie (mpd).
- Lettonie : 
  - Latvijas Sociâldemokrâtiskâ Strâdnieku Partija / Latviiskaya Sotsial-Demokraticheskaya Rabochaya Partiya (LSDSP) - Parti social-démocrate du travail letton (mpd).
  - Socialdemokrātu savienība (SDS) - Union sociale-démocrate.
- Lituanie : 
  - Lietuvos Socialdemokratu Partija / Sotsial-Demokraticheskaya Partiya Litvy (LSDP) - Parti social-démocrate lituanien (mpd).
  - Lietuvos Socialdemokratu Sajunga (LSDS) - Union sociale-démocrate lituanienne.
- Macédoine : 
  - Socijaldemokratski Sojuz na Makedonija (SDSM) - Union sociale-démocrate de Macédoine (mpd).
  - Nova Socijaldemokratska Partija (NSDP) - Nouveau Parti social-démocrate.
  - Socijalisticka Partija na Makedonija (SPM) - Parti socialiste de Macédoine.
- Moldavie : 
  - Partidul Democrat din Moldova (PDM) - Parti démocrate de Moldavie.
  - Partidul Social-Democrat din Moldova (PSDM) - Parti social-démocrate de Moldavie (obs.).
- Monténégro : 
  - Demokratska Partija Socijalista Crne Gore (DPS) - Parti démocratique socialiste du Monténégro (ex-communiste) (cons.).
  - Socijaldemokratska Partija Crne Gore (SDP) - Parti social-démocrate du Monténégro.
  - Socijalistička narodna partija Crne Gore (SNP) - Parti socialiste populaire du Monténégro.
- Pologne :
  - Socjaldemokracja Polska (SdPL) - Social-démocratie de Pologne.
  - Unia Lewicy - Union de la gauche.
  - Sojusz Lewicy Demokratycznej (SLD) - Alliance de la gauche démocratique (ex-communiste) (mpd).
  - Unia Pracy - Union du travail (mpd).
- République tchèque : Česká strana sociálně demokratická (ČSSD) - Parti social-démocrate tchèque (mpd).
- Roumanie : Partidul Social Democrat (PSD) - Parti social-démocrate (mpd).
- Serbie : 
  - Serbie : 
    - Demokratska stranka (DS) - Parti démocratique (cons.)
    - Socijaldemokratska unija (SDU) - Union sociale-démocrate.
    - Socijaldemokratska partija (SDP) - Parti social-démocrate (mpd).
    - Socijalistička partija Srbije (SPS) - Parti socialiste de Serbie (ex-communiste, les partis membres de l'IS, sauf le PS français et le PASOK, ont refusé son intégration dans l'organisation).

  - Voïvodine : Liga socijaldemokrata Vojvodine (LSDV) - Ligue des sociaux-démocrates de Voïvodine.
  - Sandjak : Sandžačka demokratska partija (SDP) - Parti démocratique du Sandžak.
- Slovaquie : Smer-sociálna demokracia - Direction - Social-démocratie (mpd).
- Slovénie : Socialni Demokrati (ZLSD) - Sociaux-démocrates (mpd).
- Ukraine : 
  - Ukrayins’ka Sotsial-Demokratychna Partiya (USDP) - Parti social-démocrate ukrainien.
  - Соціалістичної партії України / Sotsialistychna partiya Ukrainy (SPU) - Parti socialiste d'Ukraine (cons.).
  - Sotsial-Demokratychna Partiya Ukrainy (ob'ednana) (SDPU(o)) - Parti social-démocrate d'Ukraine (unifié) (cons.).
  - Trudova Partiya Ukrainy (TPU) - Parti travailliste d'Ukraine.

## Europe de l’Ouest
- Allemagne : Sozialdemokratische Partei Deutschlands (SPD) - Parti social-démocrate d'Allemagne (mpd).
- Andorre : Partit Socialdemòcrata (PSA) - Parti social-démocrate (Andorre) (mpd).
- Autriche : Sozialdemokratische Partei Österreichs (SPOe) - Parti social-démocrate d'Autriche. (mpd)
- Belgique :
  - flamand : Socialistische Partij Anders (SP.a) – Parti socialiste - Différent (mpd).
  - francophone : Parti socialiste (PS) (mpd).
- Chypre : 
  - hellénophone : Kinima Sosialdimokraton (KISOS) – Mouvement des sociaux-démocrates (mpd).
  - République Turque du Nord de Chypre : Toplumcu Kurtulus Partisi (TKP) -  Parti socialiste de la Libération.
- Danemark : 
  - Métropole : Socialdemokraterne - Sociaux-démocrates (mpd).
  - Îles Féroé : Javnaðarflokkurin – Parti social-démocrate.
  - Groenland : Siumut – En Avant (cons.).
- Espagne : 
  - Partido Socialista Obrero Español (PSOE) - Parti socialiste ouvrier espagnol (mpd) : 
    - Navarre : Partido Socialista de Navarra (PSN) - Parti socialiste de Navarre.
    - Communauté valencienne : Partit Socialista del País Valencià-PSOE (PSPV) - Parti socialiste du Pays Valencian - PSOE.
    - Catalogne : Partit dels Socialistes de Catalunya - Parti socialiste catalan (litt. Parti des socialistes de Catalogne) ; il dispose d'une large autonomie au sein du PSOE.
    - Galice : Partido Socialista de Galicia (PSG) - Parti socialiste de Galice.

  - Andalousie : 
    - Partido Andalucista – Parti andalou
    - Partido Socialista de Andalucía – Parti socialiste d’Andalousie.

  - Aragon : Chunta Aragonesista - Assemblée ou junte aragonaise.
  - Catalogne : Esquerra Republicana de Catalunya (ERC) - Gauche républicaine de Catalogne (indépendantiste).
  - Asturies : Partíu Asturianista – Parti Asturianiste
  - Galice : Partido Nacionalista Galego - Partido Galeguista - Parti nationaliste galicien – Parti galéguiste.
  - Pays basque : Eusko Alkartasuna - Solidarité Basque.
  - Ceuta : Partido Socialista del Pueblo de Ceuta – Parti socialiste du Peuple de Ceuta.
- Finlande :
  - Suomen Sosialidemokraattinen Puolue (SDP) – Parti social-démocrate de Finlande (mpd).
  - Aaland : Ålands Socialdemokrater – Sociaux-démocrates d’Aaland.
- France :
  - Le Parti socialiste ne se définit pas lui-même comme social-démocrate, mais est parfois considéré comme tel, notamment par ses opposants de gauche. A contrario, d'autres considèrent qu'il est en cours de transition depuis le socialisme vers la social-démocratie.
  - Place publique se définit comme le parti social-démocrate pro européen. Il souhaite que le logiciel social-écologiste renouvelle la social-démocratie au sein de la gauche française[1].
  - Catalogne nord - Roussillon : Convergence démocratique de Catalogne (CDC).
- Grèce : Πανελλήνιο Σοσιαλίστικο Κινήμα / Panellínio Sosialistíko Kiníma (ΠΑΣΟΚ / PASOK) - Mouvement socialiste panhellénique (mpd).
- Islande : Alþýðuflokkurinn (A ou AF) - Parti social-démocrate (Islande), membre du Samfylkingin - Alliance (mpd).
- Irlande : Páirtí an Lucht Oibre - Parti travailliste
- Italie :
  - Partito democratico (PD) - Parti démocrate (mpd), non membre de l'IS, fusionne : 
    - Democratici di sinistra (DS) - Démocrates de gauche (mpd) (social-démocrate);
    - La Margherita - La Marguerite (centriste).

  - Sinistra ecologia libertà (SEL) - Gauche, écologie et liberté (mpd), regroupe entre autres Sinitra democratica - Gauche démocrate, aile gauche des Démocrates de gauche, refusant le départ de l'IS.
  - Partito socialista italiano (PSI) - Parti socialiste italien (mpd), fondé en 2007.
  - Partito socialista democratico italiano (PSDI) - Parti social-démocrate italien (mpd).
  - Nuovo PSI - Nouveau PSI, allié à la droite.
- Luxembourg : Lëtzebuergesch Sozialistesch Arbechterpartei - Parti ouvrier socialiste luxembourgeois (LSAP - POSL) (mpd).
- Malte : Partit Laburista (MLP) - Parti travailliste (mpd).
- Norvège : Arbeiderpartiet (AP) - Parti du travail (mpd).
- Pays-Bas : Partij van de Arbeid (PvdA) - Parti travailliste (mpd).
- Portugal : Partido Socialista (PS) - Parti socialiste (mpd).
- Royaume-Uni:
  - Grande-Bretagne : New Labour Party – Nouveau Parti travailliste (mpd).
  - Irlande du Nord : 
    - Social Democratic and Labour Party (SDLP) - Parti social-démocrate et travailliste –(mpd).
    - Progressive Unionist Party (PUP) – Parti unioniste progressiste.

  - Écosse : Scottish National Party (SNP) – Parti national écossais (indépendantiste).
  - Pays de Galles : Plaid Cymru / The Party of Wales - Parti du Pays de Galles (indépendantiste).
  - Cornouailles : Mebyon Kernow (MK) - Fils des Cornouailles (autonomiste).
  - Gibraltar : 
    - Gibraltar Socialist Labour Party (GSLP) – Parti travailliste-socialiste de Gibraltar.
    - Gibraltar Social Democrats (GSD) - Sociaux-démocrates de Gibraltar.
- Saint-Marin : 
  - Partito dei socialisti e dei democratici (PSD) – Parti des socialistes et des démocrates (mpd).
  - Nuovo Partito Socialista (NPS) - Nouveau Parti socialiste (Saint-Marin).
- Suède : Sveriges socialdemokratiska arbetarparti (SAP) - Parti social-démocrate du travail (mpd).
- Suisse : 
  - alémanique : Sozialdemokratische Partei der Schweiz (SPS) - Parti social-démocrate de Suisse (mpd).
  - italophone : Partito Socialista Svizzero (PSS) - Parti socialiste suisse (mpd).
  - grisonne : Partida Socialdemocrata de la Svizra (PSS) - Parti social-démocrate de Suisse (mpd).
  - romande : Parti socialiste suisse (PSS) (mpd).

## Océanie
- Australie :
  - Australian Labor Party  (ALP) - Parti travailliste australien (mpd).

- Îles Cook :
  - Cook Islands Party (CIP) - Parti des Îles Cook (non membre de l'IS, mais proche du Labour néo-zélandais).

- Fidji :
  - Fiji Labour Party (FLP) - Parti travailliste fidjien (cons.)

- Nouvelle-Calédonie :
  - Libération kanake socialiste (LKS).

- Nouvelle-Zélande :
  - New Zealand Labour Party (NZLP) - Parti travailliste néo-zélandais (mpd).

- Papouasie-Nouvelle-Guinée : 
  - Papua New Guinea Labour Party - Parti travailliste de Papouasie-Nouvelle-Guinée
  - People's Labour Party - Parti travailliste populaire.
  - United Labour Party - Parti travailliste unifié
  - Social Democratic Party - Parti social-démocrate
  - Île Bougainville:
    - Bougainville Labour Party (en) (BLP)

- Vanuatu :
  - Vanua'aku Pati (VP) - Parti de Notre Pays.
  - Vanuatu Leba Pati - Parti travailliste du Vanuatu